# Thi Ân

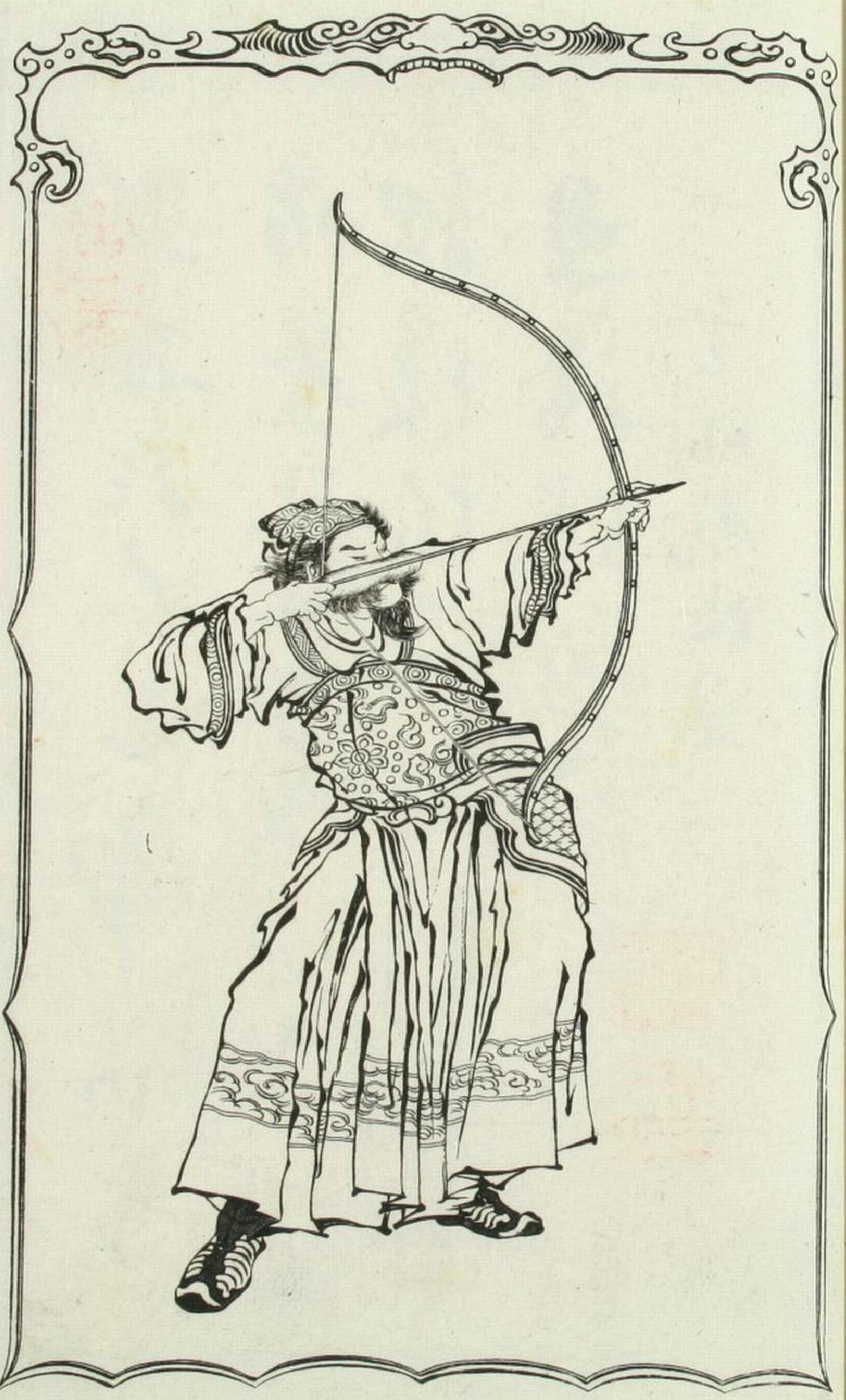
Nhân vật Thi Ân.

Đàm Việt (施恩), ngoại hiệu là Kim Nhãn Bưu (金眼彪, "Báo mắt vàng"), là vị anh hùng đứng thứ 85 trong 108 anh hùng Lương Sơn Bạc, ông thuộc sao Địa Phục Tinh.

## Gia nhập Lương Sơn
Từng làm chức Tiểu Quản doanh ở Mạnh Châu, vốn có mở quán rượu ở Khoái Hoạt Lâm, nhưng bị một người là Tưởng Môn Thần cướp quán, đánh Thi Ân gãy tay. Khi Võ Tòng bị đi đày đến Mạnh Châu, Thi Ân nhờ Võ Tòng đánh Tưởng Môn Thần lấy lại quán, Võ Tòng uống rượu say đánh Tưởng Môn Thần một trận tơi bời, bắt hắn trả lại quán cho Thi Ân. Sau này Võ Tòng lên núi Nhị Long Sơn nhập hội cùng Lỗ Trí Thâm và Dương Chí, Thi Ân cũng đi theo.

## Cái chết
Thi Ân theo Tống Công Minh và các đầu lĩnh khác đem quân đánh nhà Liêu và dẹp loạn Điền Hổ, Vương Khánh cùng Phương Lạp. Trong chiến dịch chinh phạt Phương Lạp, Thi Ân theo ba anh em họ Nguyễn đánh huyện Côn Sơn. Tuy nhiên, Thi Ân không biết bơi, trong trận đánh không may rơi xuống nước và chết đuối.

## TrongĐãng Khấu chí
Tại hồi 58, Võ Tòng, Thi Ân và Hô Diên Xước trấn thủ núi Tần Phong, nào ngờ Hô Diên Xước phản bội, đầu quân cho triều đình. Tất Ứng Nguyên bèn lấy trang phục quân Lương Sơn, lẻn lên núi phóng hỏa, Tần Phong thất thủ. Thi Ân bị Bàng Nghị đâm chết.